# Takafumi Mikuriya
Takafumi Mikuriya (japanisch 御厨 貴文 Mikuriya Takafumi; * 11. Mai 1984 in der Präfektur Nagasaki) ist ein japanischer Fußballspieler.

## Karriere
Mikuriya erlernte das Fußballspielen in der Universitätsmannschaft der Osaka University of Health and Sport Sciences. Seinen ersten Vertrag unterschrieb er 2007 bei Ventforet Kofu. Der Verein spielte in der höchsten Liga des Landes, der J1 League. Am Ende der Saison 2007 stieg der Verein in die J2 League ab. Für den Verein absolvierte er 17 Ligaspiele. 2010 wechselte er zum Ligakonkurrenten Thespa Kusatsu. Für Thespa absolvierte er 100 Ligaspiele. 2013 wechselte er zum Ligakonkurrenten Kataller Toyama. Für Kataller absolvierte er 42 Ligaspiele. Ende 2014 beendete er seine Karriere als Fußballspieler.